# Santău
Santău (in ungherese Tasnádszántó) è un comune della Romania di 2 546 abitanti, ubicato nel distretto di Satu Mare, nella regione storica della Transilvania. 
Il comune è formato dall'unione di 3 villaggi: Chereușa, Santău, Sudurău.
Santău ha dato i natali a Leontin Sălăjan (1913-1966), generale e uomo politico, Capo di Stato Maggiore e Ministro della Difesa nel periodo comunista.